# Jugend-Softball-Europameisterschaft
Die Jugend-Softball-Europameisterschaft ist ein internationales Softballturnier zwischen Nationalmannschaften. Das Turnier wird vom Europäischen Softballverband ESF (European Softball Federation) ausgetragen.
Das Turnier wird alle zwei Jahre ausgetragen. Spielberechtigt sind Spielerinnen, die am 31. Dezember des jeweiligen Jahres höchstens 16 Jahre alt sind. 

## Alle Turniere im Überblick
| 2002 | Collecchio | Tschechien  | Russland    | Italien  | Slowakei   |
| 2003 | Prag       | Italien     | Tschechien  | Russland | Slowakei   |
| 2005 | Tutschkowo | Tschechien  | Niederlande | Russland | Polen      |
| 2007 | Plzeň      | Niederlande | Tschechien  | Russland | Polen      |
| 2009 | Alkmaar    | Russland    | Niederlande | Spanien  | Tschechien |
| 2011 | Deurne     | Niederlande | Russland    | Italien  | Belgien    |

## Medaillenspiegel
| Rang | Land        | Gold | Silber | Bronze | Gesamt |
| ---- | ----------- | ---- | ------ | ------ | ------ |
| 1    | Tschechien  | 2    | 2      | 0      | 4      |
| 1    | Niederlande | 2    | 2      | 0      | 4      |
| 3    | Russland    | 1    | 2      | 3      | 6      |
| 4    | Italien     | 1    | 0      | 3      | 3      |
| 5    | Spanien     | 0    | 0      | 1      | 1      |